# Xenospingus
Xenospingus is een geslacht van zangvogels uit de familie Thraupidae (tangaren):
- Xenospingus concolor  – Zwartteugelgors